# Nguyễn Phúc Đoan Trinh
Nguyễn Phúc Đoan Trinh (chữ Hán: 阮福端貞; 24 tháng 5 năm 1821 – 17 tháng 12 năm 1899), phong hiệu Phú Mỹ Công chúa (富美公主), là một công chúa con vua Minh Mạng nhà Nguyễn trong lịch sử Việt Nam.

## Tiểu sử
Công chúa Đoan Trinh sinh ngày 23 tháng 4 (âm lịch) năm Tân Tỵ (1821), là con gái thứ 11 của vua Minh Mạng, mẹ là Thất giai Quý nhân Nguyễn Thị Trường. Công chúa là người con thứ hai của bà Quý nhân.
Năm Thiệu Trị thứ 5 (1845), bà Đoan Trinh lấy chồng là Phò mã Đô úy Đoàn Văn Tuyển (1820 – 1863), người An Giang, con trai thứ của Tiền phong dinh Đô thống, Diên Hựu bá Đoàn Văn Sách. Công chúa và phò mã có với nhau một người con trai tên là Đoàn Văn Hoàn và 5 người con gái.
Năm Tự Đức thứ 16 (1863), ngày 27 tháng 5 (âm lịch), phò mã Tuyển mất, được tặng làm Minh Nghĩa đô úy Phấn dũng Tướng quân.
Năm Tự Đức thứ 23 (1870), bà Đoan Trinh được phong làm Phú Mỹ Công chúa (富美公主).
Năm Thành Thái thứ 11 (1899), Kỷ Hợi, ngày 15 tháng 11 (âm lịch), công chúa Phú Mỹ mất, thọ 79 tuổi, thụy là Mỹ Thục (美淑).
Công chúa Phú Mỹ và phò mã Tuyển được táng cạnh nhau, trong khu tẩm mộ của dòng họ Đoàn, tọa lạc trên đường Vạn Xuân, phường Kim Long, Huế. Gần tẩm của hai người là mộ của Diên Hựu bá Đoàn Văn Sách và phu nhân tên Nguyễn Thị Mưu.